# Melpomene caput-gorgonis
Melpomene caput-gorgonis är en stensöteväxtart som beskrevs av Lehnert. Melpomene caput-gorgonis ingår i släktet Melpomene och familjen Polypodiaceae. Inga underarter finns listade.